# Brestovačka Brda
Brestovačka Brda is een plaats in de gemeente Končanica in de Kroatische provincie Bjelovar-Bilogora. De plaats telt 40 inwoners (2001).